# 七道西町
七道西町（しちどうにしまち）は、大阪府堺市堺区にある地名。丁を持たない単独町名である。住居表示は未実施。

## 地理
堺区の北端に位置する。東は並松町、南は北半町西、西は鉄砲町、北は大和川を挟んで大阪市住之江区に接する。

### 河川
- 大和川

## 歴史

### 沿革
- 1922年（大正11年）、堺市七道の一部より成立。
- 1929・30年（昭和4・5年）、堺市三宝村大字南島の一部を編入。
- 1945年（昭和20年）、一部が三宝町1 - 9丁・鉄砲町1 - 9丁・南島町1 - 5丁となる。
- 1969年（昭和44年）、北半町・北半町西1丁の各一部を編入[6]。
- 2006年（平成18年）、堺市が政令指定都市に移行し、行政区を設置。七道西町は堺区の所属となる。

## 世帯数と人口
2024年（令和6年）3月31日現在の世帯数と人口は以下の通りである。
| 町名     | 世帯数  | 人口    |
| -------- | ------- | ------- |
| 七道西町 | 735世帯 | 1,266人 |

### 人口の変遷
国勢調査による人口の推移。
| 1995年（平成7年）  | 2,439人 | [ 7 ]  |  |
| 2000年（平成12年） | 2,168人 | [ 8 ]  |  |
| 2005年（平成17年） | 1,895人 | [ 9 ]  |  |
| 2010年（平成22年） | 1,491人 | [ 10 ] |  |
| 2015年（平成27年） | 1,384人 | [ 11 ] |  |
| 2020年（令和2年）  | 1,281人 | [ 12 ] |  |

### 世帯数の変遷
国勢調査による世帯数の推移。
| 1995年（平成7年）  | 890世帯 | [ 7 ]  |  |
| 2000年（平成12年） | 862世帯 | [ 8 ]  |  |
| 2005年（平成17年） | 803世帯 | [ 9 ]  |  |
| 2010年（平成22年） | 643世帯 | [ 10 ] |  |
| 2015年（平成27年） | 648世帯 | [ 11 ] |  |
| 2020年（令和2年）  | 657世帯 | [ 12 ] |  |

## 学区
市立小・中学校に通う場合、学区は以下の通りとなる。
| 町名     | 番地 | 小学校           | 中学校           |
| -------- | ---- | ---------------- | ---------------- |
| 七道西町 | 全域 | 堺市立錦西小学校 | 堺市立月州中学校 |

## 事業所
2021年（令和3年）現在の経済センサス調査による事業所数と従業員数は以下の通りである。
| 町名     | 事業所数 | 従業員数 |
| -------- | -------- | -------- |
| 七道西町 | 21事業所 | 284人    |

## 施設
- 堺市立錦西こども園
- 堺七道郵便局
- 七道西町公園

## 郵便
- 郵便番号：590-0911[3]（集配局：住吉郵便局[15]）。